# Сігне Баумане
Сігне Баумане (латис. Signe Baumane, нар. 7 серпня 1964, Ауце, Латвійська РСР, СРСР) — латвійська мультиплікатор, художник, ілюстратор, письменник. Член Академії кінематографічних мистецтв і наук, викладач анімації в Інституті Пратта (2000—2002).

## Ранні роки
Баумане народилася в 1964 році в Ауце, Латвійська РСР, СРСР, а виросла в Тукумсі та на Сахаліні. Була одружена з художником Юрієм Гавриленком та пізніше зі шведським мультиплікатором Лассе Перссоном. 1989 року закінчила Московський державний університет за спеціальністю «Філософія».

## Кар'єра
Баумане почала працювати мультиплікатором в 1989 році на студії Даука. Протягом кількох наступних років місцеве телебачення прокрутило кілька анімованих реклам, які Баумане розробила. В 1991 році вона видала свій перший анімований фільм «Відьма та корова», де вона виступила в ролі сценариста, режисера та аніматора.
Пропрацювавши наступні два роки ілюстратором дитячих книг у Москві, вона повернулась до анімації в 1993 році. У вересні 1995 року переїхала до Нью-Йорку, де працювала на Білла Плимптона.
1998 року повернулась до роботи, як незалежний аніматор, зробивши кілька фільмів. Два з них, «Жінка» та «Вегетаріанець» були створені, коли вона перебувала з візитами у Латвії, а решта — в Нью-Йорку.
Баумане курували цілу низку програм незалежної анімації та разом з Патріком Смітом та Біллом Плимптоном була ядром групи незалежних мультиплікаторів та самовидавців Square Footage Films. 
Окрім анімації Баумане захоплюється образотворчим мистецтвом та написала кілька картин та створила кілька скульптур.
Фільми Баумане були продемонстровані на таких важливих фестивалях як Міжнародний фестиваль анімаційних фільмів в Ансі, Трайбека, Кінофестиваль «Санденс», Берлінський міжнародний кінофестиваль, Оттавський міжнародний анімаційний фестиваль, Венеційський кінофестиваль. 

### Каміння в моїх кишенях
Мультфільм «Каміння в моїх кишенях» — це повнометражний автобіографічний фільм, який висвітлює депресію, яка переслідувала три покоління жінок у її родині. Мультфільм був вибраний латвійським претендентом на нагороду «Зарубіжний фільм» 87-ї премії «Оскар», проте номінований не був. 
Проект на розробку мультфільму отримав фінансування від NYSCA, The Jerome Foundation та Women Make Movies. А у 2013 році зібрав ще додатково 50,000 доларів на Kickstarter.

## Фільмографія

### Короткометражні фільми
- Відьма та корова (1991)
- Тісне взуття (1993)
- Золото тигрів (1995)
- Історія кохання (1998)
- Загрозливий (1999)
- Наташа (2001)
- П'ять секс байок (2002)
- Жінка (2002)
- Стоматолог (2005)
- П'ять інфореклам для стоматологів (2005)
- Сенсація про секс (2007)
- Вегетаріанець (2007)
- Найперше бажання зараз і назавжди (2007)
- Сенсація про секс: Випуски 8,9,19,11 (2007)
- Народження (2009)[5]

### Повнометражні фільми
- Каміння в моїх кишенях (2014)

### Компіляції (DVD)
- Уникайте контакту з очима Vol. 1
- Уникайте контакту з очима Vol. 2
- 10 мультфільмів від Сігне Баумане
- Сенсація про секс